# Wilaya de Bordj Badji Mokhtar
La wilaya de Bordj Badji Mokhtar est une wilaya algérienne créée en 2019 et officialisée en 2021, auparavant, une wilaya déléguée créée en 2015. Elle est située dans le Sahara algérien.

## Géographie
La wilaya de Bordj Badji Mokhtar est située dans le Sahara algérien, dans l'extrême Sud du pays, sa superficie est de 132 579 km2.
Elle est délimitée :
- au nord par la wilaya d'Adrar ;
- à l'est par la wilaya d'In Guezzam et celle de Tamanrasset ;
- à l'ouest et au sud par le Mali.

|                | Adrar                         |                         |
| Taoudénit Mali | wilaya de Bordj Badji Mokhtar | In Guezzam, Tamanrasset |
|                | Kidal Mali                    |                         |

## Histoire
La wilaya de Bordj Badji Mokhtar est créée le 26 novembre 2019. En 2021, le président Tebboune, officialise le nouveau découpage administratif.
Auparavant, elle était une wilaya déléguée, créée selon la loi no 15-140 du 27 mai 2015, portant création de circonscriptions administratives dans certaines wilayas et fixant les règles particulières qui leur sont liées, ainsi que la liste des communes qui sont rattachées à elle. Avant 2019, elle était rattachée à la wilaya d'Adrar.

## Organisation de la wilaya
Lors du découpage administratif de 2015, la wilaya déléguée de Bordj Badji Mokhtar est constituée de 2 communes et d'une daïra.
En 2019, la wilaya est constituée de deux communes :
- Bordj Badji Mokhtar
- Timiaouine

### Liste des walis
| N° | Wali                | Début            | Fin              |
| -- | ------------------- | ---------------- | ---------------- |
| 1  | Othmane Abdelaziz   | 21 février 2021  | 6 septembre 2023 |
| 2  | Abderrahmane Dehimi | 6 septembre 2023 | 24 avril 2024    |
| 3  | Mustapha Aghamir    | 24 avril 2024    | 5 novembre 2024  |
| 14 | Mahfoud Benflis     | 5 novembre 2024  | en cours         |

### Daïras
Le tableau suivant donne la liste des daïras de la wilaya et les communes qui les composent.
| Daïra               | Nombre de communes | Communes                        | Superficie (km²) | Population (hab.) |
| ------------------- | ------------------ | ------------------------------- | ---------------- | ----------------- |
| Bordj Badji Mokhtar | 2                  | Bordj Badji Mokhtar, Timiaouine | 132,579          | 20 930            |

## Démographie
Selon le recensement général de la population et de l'habitat de 2008, l'ensemble des communes de la wilaya de Bordj Badji Mokhtar comptait 20 930 habitants.